# Хрваце
Хрваце су насељено место и седиште општине у Сплитско-далматинској жупанији, Република Хрватска.

## Историја
До територијалне реорганизације у Хрватској налазиле су се у саставу старе општине Сињ.

## Становништво
На попису становништва 2011. године, општина Хрваце је имала 3.617 становника, од чега у самим Хрвацама 1.566.

### Општина Хрваце
| Број становника по пописима | Број становника по пописима | Број становника по пописима | Број становника по пописима | Број становника по пописима | Број становника по пописима | Број становника по пописима | Број становника по пописима | Број становника по пописима | Број становника по пописима | Број становника по пописима | Број становника по пописима | Број становника по пописима | Број становника по пописима | Број становника по пописима | Број становника по пописима |
| --------------------------- | --------------------------- | --------------------------- | --------------------------- | --------------------------- | --------------------------- | --------------------------- | --------------------------- | --------------------------- | --------------------------- | --------------------------- | --------------------------- | --------------------------- | --------------------------- | --------------------------- | --------------------------- |
| 1857                        | 1869                        | 1880                        | 1890                        | 1900                        | 1910                        | 1921                        | 1931                        | 1948                        | 1953                        | 1961                        | 1971                        | 1981                        | 1991                        | 2001                        | 2011                        |
| 5.056                       | 5.919                       | 5.742                       | 6.483                       | 7.065                       | 7.512                       | 7.392                       | 7.706                       | 7.810                       | 8.212                       | 7.137                       | 6.692                       | 6.206                       | 5.296                       | 4.116                       | 3.617                       |

Напомена: Настала из старе општине Сињ. У 1869. садржи део података за град Сињ.

### Хрваце (насељено место)
| Број становника по пописима | Број становника по пописима | Број становника по пописима | Број становника по пописима | Број становника по пописима | Број становника по пописима | Број становника по пописима | Број становника по пописима | Број становника по пописима | Број становника по пописима | Број становника по пописима | Број становника по пописима | Број становника по пописима | Број становника по пописима | Број становника по пописима | Број становника по пописима |
| --------------------------- | --------------------------- | --------------------------- | --------------------------- | --------------------------- | --------------------------- | --------------------------- | --------------------------- | --------------------------- | --------------------------- | --------------------------- | --------------------------- | --------------------------- | --------------------------- | --------------------------- | --------------------------- |
| 1857                        | 1869                        | 1880                        | 1890                        | 1900                        | 1910                        | 1921                        | 1931                        | 1948                        | 1953                        | 1961                        | 1971                        | 1981                        | 1991                        | 2001                        | 2011                        |
| 1.286                       | 1.466                       | 1.460                       | 1.714                       | 1.752                       | 1.926                       | 2.137                       | 1.913                       | 1.914                       | 2.122                       | 2.003                       | 1.916                       | 2.117                       | 1.856                       | 1.637                       | 1.566                       |

Напомена: Од 1857. до 1880. те у 1900. и 1921. садржи податке за насеље Румин.

### Попис 1991.
На попису становништва 1991. године, насељено место Хрваце је имало 1.856 становника, следећег националног састава:
| Попис 1991.‍   | Попис 1991.‍  | Попис 1991.‍ | Попис 1991.‍ | Попис 1991.‍ |
| ------------- | ------------ | ----------- | ----------- | ----------- |
|               |              |             |             |             |
| Хрвати        | Хрвати       |             | 1.830       | 98,59%      |
| Срби          | Срби         |             | 3           | 0,16%       |
| Немци         | Немци        |             | 1           | 0,05%       |
| Словенци      | Словенци     |             | 1           | 0,05%       |
| неопредељени  | неопредељени |             | 3           | 0,16%       |
| непознато     | непознато    |             | 18          | 0,96%       |
| укупно: 1.856 |              |             |             |             |